# Madan no Ichi
Madan no Ichi (魔男のイチ?) es una serie de manga japonesa escrita por Osamu Nishi e ilustrada por Shiro Usazaki. Comenzó a serializarse en la revista Weekly Shōnen Jump de Shūeisha en septiembre de 2024.

## Trama
La serie se desarrolla en un mundo en el que existen monstruos compuestos de magia llamados Majiks. Cazadoras especializadas, llamadas Brujas, pueden obtener magia de ellos tras realizar una prueba, pero se cree que solo las mujeres pueden convertirse en brujas. Un joven llamado Ichi, que vive en la Montaña Druida y se gana la vida cazando, derrota a un Majik y se convierte en el primer brujo.

## Publicación
Escrita por Osamu Nishi e ilustrada por Shiro Usazaki, la serie comenzó a serializarse en la Weekly Shōnen Jump el 9 de septiembre de 2024. Es el primer trabajo importante de Usazaki desde que su trabajo anterior, Act-Age, fue cancelado debido al arresto de su escritor. Sus capítulos individuales se han recopilado en cuatro volúmenes tankōbon hasta la fecha.
Viz Media y Manga Plus están publicando la serie en inglés simultáneamente con su lanzamiento en Japón.

### Lista de volúmenes
| Volúmenes de manga publicados | Volúmenes de manga publicados | Volúmenes de manga publicados |
| Número                        | Fecha de lanzamiento          | ISBN                          |
| ----------------------------- | ----------------------------- | ----------------------------- |
| 1                             | 4 de enero de 2025            | ISBN 978-4-08-884402-2        |
| 2                             | 4 de marzo de 2025            | ISBN 978-4-08-884417-6        |
| 3                             | 4 de junio de 2025            | ISBN 978-4-08-884580-7        |
| 4                             | 4 de agosto de 2025           | ISBN 978-4-08-884611-8        |
| 5                             | 3 de octubre de 2025          | ISBN 978-4-08-884695-8        |

## Recepción
Nick Valdez de ComicBook.com describió el primer capítulo de Madan no Ichi como "el más fuerte que la revista ha visto desde Kagurabachi", y dijo que "podría ser el próximo gran éxito". Joshua Fox de Screen Rant elogió la construcción del mundo, el arte y el protagonista de la historia.
La serie ha sido recomendada por los autores de manga Kōhei Horikoshi y Katsura Hoshino.
La serie ha sido nominada a la 11.ª edición de los Next Manga Awards en la categoría de Manga Impreso en 2025.

### Premios y nominaciones
| Año  | Premios           | Categoría     | Resultado | Refs.  |
| ---- | ----------------- | ------------- | --------- | ------ |
| 2025 | Next Manga Awards | Manga Impreso | Pendiente | [ 13 ] |